# Попов, Николай Миронович
Николай Миронович Попов (4 декабря 1918, Верное, Амурская область — 30 июня 2002) — советский морской офицер, контр-адмирал. Участник Великой Отечественной войны на Чёрном море, служил на 2-й бригаде торпедных катеров Черноморского флота. Военный педагог, служил начальником кафедры Военно-Морской Академии.

## Биография
Николай Миронович Попов родился 4 декабря 1918 года в селе Верное Серышевский район, Хабаровский край. Призван в ряды РККФ 23 сентября 1937 года.
Закончил Севастопольское военно-морское училище. Войну провёл на Черноморском флоте во 2-й бригаде торпедных катеров, командир катера, командир звена, командир 11-го отряда 2 дивизиона торпедных катеров. Участвовал в обороне и освобождении городов Новороссийск, Керчь, Одесса, Севастополь, позднее портов и городов Румынии и Болгарии.
После войны служил в Краснознамённом Северном флоте. Закончил Военно-морскую Академию и Академию Генерального штаба ВС СССР. Попов выполнял правительственные задания за рубежом в Румынии, Болгарии, Турции, Сирии, Египте).
Контр-адмирал флота (25.10.1967), последние годы служил начальником кафедры Военно-Морской Академии г. Санкт-Петербурга.
Вышел в отставку 19 июня 1981 года. Скончался 30 июня 2002 года.

## Награды
Награждён 21 правительственной наградой, 9 орденами
- Медаль «За оборону Севастополя» 1942
- Орден Красной Звезды, 09.12.1943
- Орден Красного Знамени, 16.09.1943
- Орден Отечественной войны I степени, 16.06.1944
- Медаль «За оборону Кавказа» 1944

- Медаль «За победу над Германией в Великой Отечественной войне 1941—1945 гг.» 1945

- Орден Нахимова II степени, 25.07.1945
- Медаль За боевые заслуги 06.11.1947
- Орден Красной Звезды, 26.02.1953
- Орден Красного Знамени
- Медаль «В ознаменование 100-летия со дня рождения Владимира Ильича Ленина» 1970
- Орден За службу Родине в Вооружённых Силах СССР",
- Орден Знак Почёта

- Орден Отечественной войны I степени 1985

и медали.